# Albert Rödiger
Albert Rödiger (* 7. August 1903 in Seega; † 31. März 1973) war ein deutscher Politiker und Funktionär der DDR-Blockpartei DBD. Er war Landesvorsitzender der DBD Thüringen und Vorsitzender des DBD-Bezirksvorstandes Erfurt.

## Leben
Rödiger wurde als Sohn einer Waldarbeiterfamilie geboren. Ungelernt, wie seine Eltern, war er als Hölzfäller, Steinträger und dann als Feuerwehrmann in Berlin tätig. Rödiger war bereits vor 1933 politisch engagiert und Mitglied der KPD.
Nach Kriegsende wurde Rödiger 1945 Neubauer und beteiligte sich aktiv an der Bodenreform. Er war Mitbegründer der Vereinigung der gegenseitigen Bauernhilfe (VdgB) in Seega. 1946 wurde er für die SED Bürgermeister von Seega. 1948 gehörte er zu den Mitbegründern der Demokratischen Bauernpartei Deutschlands (DBD), die er anschließend im Kreisrat vertrat. Von 1951 bis 1952 war er Vorsitzender des DBD-Landesvorstandes Thüringen und von 1952 bis 1965 Erster Vorsitzender des DBD-Bezirksvorstandes Erfurt. Von 1951 bis 1973 war er zudem Mitglied des Parteivorstandes der DBD.
Von 1954 bis 1973 wirkte er als Abgeordneter des Bezirkstages Erfurt. Von 1954 bis 1958 war er zudem Mitglied der Länderkammer und deren Vizepräsident.

## Auszeichnungen in der DDR
- Ernst-Moritz-Arndt-Medaille (1958)
- Vaterländischer Verdienstorden in Silber (1958)
- Verdienstmedaille der DDR (1959)